# 薛登寿
薛登寿（1888年—1922年），字康甫，山西省稷山县均和村人，清癸卯进士薛登道的胞弟。中国近代工程师。

## 生平
薛登寿童年时在家乡县城的学宫念书，勤奋好学，被选为国子监监生得以进一步研修儒学经义。1909年（宣统元年），被举荐入孔祥熙主办的铭贤学校就读。后考中官费留学日本，就读于大阪大学的前身大阪高等工业学校机械系，同班中国同学有四川的萧苾。在日本读书期间，曾在在日本三井物产机械工场实习，因英语水平优秀排除了一个从英国进口高精仪器的故障而获赞赏。
1916年7月，山西保晋公司董事会推举崔廷献为经理，受崔廷献之邀，从日本取道上海回到山西，在山西保晋公司任工程师，后升任保晋公司铁厂的机务课长，期间改进传统劳工肩扛、骡马驮运的煤炭运输方式，设计了架空索道用于煤炭运送，其首段于1922年建成运营，使得阳泉火车站堆场在冬季再无出现空场无煤的情况。此索道项目的建设亦促成货运索道技术的起步，开创了中国索道运输发展的创新时代。薛登寿因此获山西省政府表彰，被授予双穗金质奖章，并被山西省政府阎锡山主席称为“山西的詹天佑”。1922年，薛登寿因病去世。